# TV-året 1985

## Händelser

### Mars
- 2 mars - Melodifestivalen vinns av Kikki Danielsson med låten Bra vibrationer.

### Maj
- 4 maj - Eurovision Song Contest sänds från Göteborg med Lill Lindfors som programledare. I Sverige sågs finalen av 79 procent av tittarna, eller 5 672 000 personer.

### Juni
- 10 juni - Efter att ha sänts klockan 19.00 i nästan två år byter Rapport sändningstid till 19.30.

### Juli
- 1 juli - TV-licensen höjs med 18 kronor till 202 kronor/kvartal.
- 13 juli - Den 16 timmar långa direktsända popgalan Live Aid sänds från London och Philadelphia.

### April
- April - Esselte startar filmkanalen Filmnet i Sverige och Nederländerna.

### Augusti
- 31 augusti - Premiär för regionala nyheter över Uppland och Stockholms län, ABC. [1]

### September
- September - Partiledarutfrågningarna inför riksdagsvalet leds av Lars Orup, Pia Brandelius och Karin Andersson.

### November
- 13 november - Nordiska rådet ger klartecken för TV-satelliten Tele-X vid en minisession i Mariehamn.[2]

### Okänt datum
- 3 procent av Sveriges tv-tittare har tillgång till kabel-TV och kanaler som Screensport, CNN, brittiska Music Box och Sky Channel, sovjetiska Horizont och franska TV5.

## TV-program
- December - He-Man & She-Ra: A Christmas Special (TV-film)

### Sveriges Television
- 2 januari - Ny omgång av Lilla huset på prärien
- 3 januari - Ny omgång av Allsång med Kjell Lönnå med Kjell Lönnå
- 4 januari - Brittiska komediserien The Benny Hill Show med Benny Hill
- 5 januari - Hajk med Bengt Alsterlind
- 5 januari - Ny omgång av Här är ditt liv med Lasse Holmqvist
- 6 januari - Operetten Lilla Helgonet med Nils Poppe
- 7 januari - Miniserien Hamlet - prins av Danmark med Stellan Skarsgård, Mona Malm, Frej Lindqvist, Dan Ekborg, Pernilla August, Johannes Brost med flera.
- 11 januari - Ny omgång av Tekniskt magasin med Erik Bergsten
- 12 januari - Brittiska serien Simon och Simon (Simon & Simon)
- 13 januari - Repris från 1980 av Lycka till! med Benny Haag med flera.
- 13 januari - Kortfilmen Hålet, regi Kjell Sundvall, med Carl-Gustaf Lindstedt, Jarl Borssén, Suzanne Reuter, Ewa Fröling med flera.
- 14 januari - TV-filmen Till minnet av Mai med Kajsa Reingardt, Ann-Marie Gyllenspetz, Catharina Alinder med flera.
- 14 januari - Ny omgång av Café Sundsvall med Gunnar Arvidsson
- 15 januari - Amerikanska serien Klart spår till Hollywood (The All Electric Amusement Arcade)
- 15 januari - Brittiska TV-filmen Kung Lear (King Lear) med Laurence Olivier
- 16 januari - Monologen En tiger i tamburen med Yvonne Lombard
- 16 januari - Brittiska serien Johnny Jarvis (Johnny Jarvis)
- 20 januari - Svenska familjeserien Liten Tuva, regisserad av Lennart Kollberg
- 22 januari - Ny omgång av Maktkamp på Falcon Crest (Falcon Crest)
- 23 januari - TV-pjäsen Dilleduo med Claire Wikholm och Ingvar Kjellson
- 23 januari - Miniserien Rid i natt! med bland annat Kjell Bergqvist, Lauritz Falk, Tord Peterson, Allan Svensson
- 26 januari - Repris från 1975 av Pojken med guldbyxorna med Harald Hamrell, Anders Nyström, Gerd Hegnell med flera.
- 2 februari - Serien Det blåser på månen med Pernilla Glaser, Claire Wikholm, Ulf Brunnberg, Margreth Weivers, Bertil Norström med flera.
- 3 februari - Andra omgången av musikprogrammet Bagen med Cia Berg
- 5 februari - Danska serien Busters fantastiska värld, regisserad av Bille August
- 8 februari - Premiär för Bombardemagnus med Magnus Härenstam och gäster
- 9 februari - Ny omgång av brittiska Hem till gården
- 10 februari - Spanska serien Klipska Juanita (Juanita la Larga)
- 12 februari - Brittiska dramaserien Juvelen i kronan (The Jewel in the Crown)
- 14 februari - Premiär för polisserien Automan - superagenten (Automan)
- 15 februari - Ny omgång av Notknäckarna med Carl-Uno Sjöblom och Pekka Langer
- 16 februari - Komediserien Förspelet med Hannes Holm och Måns Herngren
- 18 februari - Repris från 1979 av komediserien Albert & Herbert med Sten-Åke Cederhök och Tomas von Brömssen
- 18 februari - Miniserien Strindberg - ett liv med Thommy Berggren och Stina Ekblad
- 18 februari - Ny omgång av Solsta Café från Karlstad med Bengt Alsterlind
- 20 februari - Monologen Fröken Margarida med Anita Wall
- 23 februari - Direktsändning från Kungliga Operan av Julius Caesar med Björn Asker, Magnus Lindén, Loa Falkman med flera.
- 24 februari - Dramaserien Korset av Lars Molin med Anita Ekström, Ingvar Hirdwall, Tommy Johnson, Mona Seilitz med flera.
- 26 februari - TV-pjäsen Änglaverket med Karin Enberg, Harriet Andersson, Thomas Hellberg, Yvonne Lombard, Carl-Ivar Nilsson med flera.
- 27 februari - Premiär för Teatersport med Helge Skoog, domare Harry Schein
- 3 mars - TV-filmen Examen, regi Kjell Sundvall, med Carl-Gustaf Lindstedt, Jarl Borssén, Suzanne Reuter, Sven Melander, Claire Wikholm med flera.
- 4 mars - Ny omgång av Café Norrköping med Viveca Ringmar och Bengt Nordlund
- 5 mars - TV-pjäsen Krympingen med Stefan Ekman, Bertil Norström, Stig Grybe med flera.
- 9 mars - Australiska miniserien Tillbaka till Eden (Return to Eden)
- 9 mars - Italienska TV-filmen Mysteriet på Oberwald (Il mistero di Oberwald)
- 10 mars - Premiär för Helt apropå med Stellan Sundahl, Fritte Friberg, Kryddan Peterson som sänder fram till 1992
- 12 mars - TV-pjäsen Kontoret med Pia Green, Björn Granath, Peter Andersson[förtydliga], Tomas Bolme, Mona Seilitz med flera.
- 14 mars - Friskvård med Bengt Bedrup i Motiomera
- 16 mars - Ny omgång av dockserien Fragglarna
- 16 mars - Franska TV-filmen När var tar sin (Deux filles sur un banc)
- 20 mars - TV-pjäsen De två bödlarna med Marie Göranzon, Pontus Gustafson, Peter Andersson med flera.
- 22 mars - Ett avsnitt av Remington Steele
- 25 mars - Premiär för såpoperan Lösa förbindelser med Evabritt Strandberg, Börje Ahlstedt, Ulf Brunnberg, Sissela Kyle, Marika Lindström med flera.
- 26 mars - TV-pjäsen En ros av kött med Per Mattsson, Ernst Günther, Ingrid Janbell, Margreth Weivers med flera.
- 1 april - TV-filmen Fridas flykt med Margreth Weivers, Bibi Andersson, Yvonne Lombard, Johannes Brost med flera.
- 2 april - Nyzeeländska miniserien Närkontakt - yttre rymden (Children of the Dog Star)
- 4 april - Amerikanska västernserien Sacketts - bröder och hämnare (The Sacketts)
- 8 april - TV-pjäsen Vem är rädd för Virginia Woolf? med Mona Malm, Sven Lindberg, Jan Waldekranz och Inga-Lill Andersson
- 9 april - Café Umeå med Karin Fahlgren som programledare
- 12 april - Premiär för Familjen Cosby med Bill Cosby
- 12 april - Premiär för TV-serien Hemma hoz med Peter Flack, Lars Lind, Siw Malmkvist, Magnus Härenstam, Anna Sundqvist med flera.
- 13 april - Miniserien Åshöjdens BK om ett litet samhälle och dess fotbollsklubb
- 15 april - Miniserien August Palms äventyr med Pierre Dahlander och Anna Sällström
- 16 april - TV-pjäsen Prövningen med Lennart Hjulström och Agneta Ekmanner
- 21 april - Andra säsongen av Prat i kvadrat med Fredrik Belfrage som programledare
- 21 april - Premiär för musikmagasinet Metalljournalen med Anders Tengner
- 7 maj - Brittiska miniserien Döden går ronden (Shroud for a Nightingale) med Roy Marsden som inspektör Adam Dalgliesh vid Scotland Yard
- 7 maj - Lars Molins Kams - tokerier från Ådalen med Johan Rabaeus, Håkan Boström med flera.
- 17 maj - Ny omgång av Gäst hos Hagge med gäster som Pehr G Gyllenhammar och Carola Häggkvist
- 22 maj - Västtyska miniserien Blod och ära (Blut und Ehre)
- 24 maj - Amerikanska miniserien Lace
- 2 maj - Ny omgång av Två och en flygel med Berndt Egerbladh
- 10 juni - Repris från 1978 av Familjen Macahan (How the West Was Won)
- 10 juni - Ny omgång av Dynastin
- 11 juni - Ny omgång av Maktkamp på Falcon Crest
- 12 juni - Brittiska kriminalserien De professionella (The Professionals)
- 18 juni - Andra omgången av Nattkafé med Siewert Öholm
- 22 juni - Nöjesprogrammet Avenyn upp och ner med Ingvar Oldsberg och Leif ”Loket” Olsson
- 23 juni - Ny omgång av Landet längesen med Dag Stålsjö om Sveriges historia
- 29 juni - Repris från 1983 av den italienska miniserien Verdi om Giuseppe Verdi
- 30 juni - Premiär för Hundstunden med Lars Orup
- 3 juli - Östtyska miniserien Familjen Polan (Hotel Polan und seine Gäste)
- 5 juli - Amerikanska serien Hotellet (Hotel) med Bette Davis, James Brolin med flera.
- 12 juli - Brittiska miniserien Reilly (Reilly: The Ace of Spies) med Sam Neill med flera.
- 13 juli - Live Aid sänder 16 timmar popmusik från Wembley och Philadelphia
- 15 juli - Premiär för Solstollarna med Per Dunsö och Ola Ström. Nya avsnitt sänds 1987.
- 2 augusti - Carl-Anton i Vita Bergen med Carl-Anton Axelsson
- 18 augusti - Sanford och son, amerikanska versionen av Albert och Herbert
- 19 augusti - Ny omgång av Spanarna på Hill Street
- 22 augusti - Repris av Floden blev mitt liv (All the Rivers Run) från 1984
- 24 augusti - Miniserien Krigets vindar med bland annat Robert Mitchum
- 24 augusti - Premiär för Nattsudd med Svante Grundberg och Björn Wallde
- 24 augusti - Ny omgång av Hem till gården (Emmerdale Farm)
- 25 augusti - Ny omgång av Femettan med Staffan Ling som programledare
- 27 september - Skrotnisse och hans vänner med röster från Sven Lindberg, Helge Skoog, Laila Westersund, Robert Gustafsson och Christer Boustedt
- 30 augusti - Underhållningsprogrammet Hjalmars hörna med Peter Flack och gäster
- 30 augusti - Ny omgång av debattprogrammet Ärligt talat med Jan Bergquist
- 31 augusti - Frågeleken Snacket går med Lars-Gunnar Björklund och Roland Stoltz.
- 6 september - Brittiska ungdomsserien Se upp här kommer stålmormor! (Supergran)
- 11 september - TV-pjäsen Den politiske kannstöparen med Kent Andersson, Yvonne Lombard, Jessica Zandén, Pontus Gustafson, Johan Rabaeus med flera.
- 21 september - Premiär för miniserien Bröderna Lejonhjärta
- 24 september - Debattprogrammet Svar direkt med Siewert Öholm
- 24 september - Franska miniserien Jorden och kvarnen
- 25 september - TV-pjäsen När man har känslor med Stina Ekblad och Birgitta Ulfsson
- 29 september - Underhållningsprogrammet Tutti Frutti med Måns Herngren
- 30 september - TV-pjäsen Det är mänskligt att fela av Allan Edwall med Pontus Gustafson, Suzanne Ernrup, Yvonne Lombard, Bertil Norström, Johannes Brost med flera.
- 3 oktober - Premiär för brittiska komediserien Hemma värst (The Young Ones)
- 4 oktober - Sången är din, musikunderhållning från Cirkus med Kjell Lönnå
- 6 oktober - Ny omgång av Familjen Cosby
- 9 oktober - Premiär för aktualitetsprogrammet 20:00 med June Carlsson som programledare och Stina Dabrowski (senare Lundberg) som reporter
- 11 oktober - Brittiska komediserien Livet leker (Fresh Fields)
- 11 oktober - Premiär för Nöjesmassakern med Sven Melander, Åke Cato, Gösta Engström, Jon Skolmen och gäster
- 12 oktober - Premiär för Jacobs stege med Jacob Dahlin och gäster
- 14 oktober - TV-pjäsen Yerma med Thorsten Flinck, Karin Kavli, Annette Stenson, Birgitte Söndergaard
- 14 oktober - Seriestart för Mistrals dotter med bland andra Stacy Keach, Stefanie Powers och Lee Remick.
- 15 oktober - Amerikanska miniserien Raoul Wallenberg (Wallenberg: A Hero's Story) med Richard Chamberlain
- 19 oktober - En ettas dagbok av Viveca Lärn med Camilla Wickbom, Pia Green, Kjell Bergqvist med flera.
- 19 oktober - Ny omgång av Gomorron Sverige med Fredrik Belfrage som programledare
- 21 oktober - Dansk-svenska dramaserien Jane Horney med Ewa Carlsson, Björn Kjellman, Hans Mosesson med flera.
- 21 oktober - Ny omgång av Café Sundsvall med Gunnar Arvidsson
- 22 oktober - Premiär för dramaserien Nya Dagbladet med Marie Göranzon, Lars-Erik Berenett, Claire Wikholm med flera.
- 26 oktober - Ny omgång av Fönster mot TV-världen med Åke Wihlney
- 3 november - Premiär för brittiska komediserien 'Allå, 'allå, 'emliga armén
- 5 november - Ny omgång av Rekordmagazinet med Jan Guillou
- 15 november - Det svensk-norska beredskapstidsdramat Röd snö med Tomas von Brömssen och Lars-Erik Berenett
- 1 december - Årets julkalender är Trolltider i repris från 1979. [3]
- 2 december - TV-pjäsen Skuggspel med Stefan Ekman, Jessica Zandén, Åsa Bjerkerot, Lauritz Falk med flera.
- 7 december - Brittiska miniserien Inte för vinnings skull (A Woman of Substance) med Deborah Kerr
- 16 december - Maskeradbalen, direktsänd opera från Dramaten med Nicolai Gedda, Loa Falkman med flera.
- 24 december - Morgonstjärnan med Pernilla Wahlgren och gäster
- 29 december - Rymdäventyret Vägen till Gyllenblå med Maria Hedborg, Peder Falk, Catharina Alinder med flera.

- Övrigt sevärt på TV: amerikanska serier som Dallas, Fame, Cagney & Lacey med mera.

### Syndikering
- 9 september - Seriestart, She-Ra: Princess of Power.

## Födda
- 2 januari - Sebastian Karlsson, svensk sångare och dokusåpadeltagare.
- 7 juni - Natalie Kadric, svensk sångerska och dokusåpadeltagare, deltog i Idol 2006.

## Avlidna
- 2 oktober – George Savalas, 60, amerikansk skådespelare (Kojak).
- 17 december – Åke Wihlney, 53, svensk TV-profil (Fönster mot TV-världen).[2]

### Fotnoter
1. ↑  ”Svensk mediedatabas”. http://smdb.kb.se/catalog/search?q=ABC-nytt&sort=OLDEST. Läst 30 mars 2011.
2. 1 2   Horisont 1985. Bertmarks
3. ↑  ”Jultradition”. Arkiverad från originalet den 25 april 2012. https://web.archive.org/web/20120425112719/http://www.jultradition.se/tv.htm. Läst 26 mars 2011.